# Тинець-Кольонія
Тинець-Кольонія (пол. Tyniec-Kolonia) — село в Польщі, у гміні Окса Єнджейовського повіту Свентокшиського воєводства.
У 1975-1998 роках село належало до Келецького воєводства.